# Hanbok

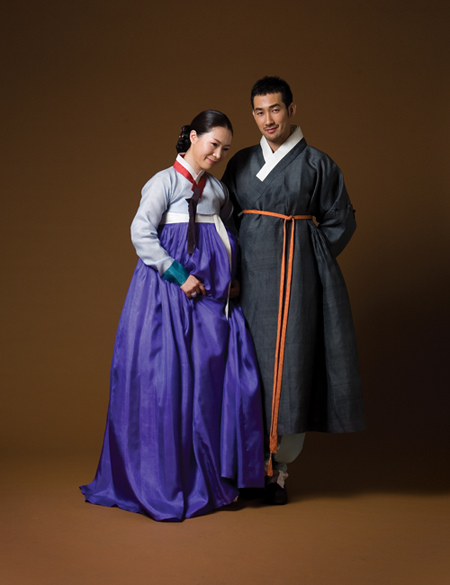
Hanbok tradizionali, maschile e femminile.

L'hanbok (한복?, 韓服?; lett. "abito coreano"; termine usato in Corea del Sud) o chosŏn-ot (조선옷?, 朝鮮옷?, joseon-otLR; termine usato in Corea del Nord) è l'abito tradizionale coreano.
Oltre che nelle due Coree, viene indossato anche dai Chaoxianzu (i coreani che vivono in Cina). Lo stile degli hanbok portati dai tre gruppi etnici si è evoluto indipendentemente nei cinquant'anni successivi alla divisione della Corea (1945), finché negli anni Novanta gli stili sudcoreano e nordcoreano hanno iniziato a diventare progressivamente più simili l'uno all'altro, e anche l'hanbok dei Chaoxianzu è andato modificandosi nella stessa direzione, grazie alla riforma economica cinese che ha permesso maggior comunicazione e scambi commerciali con le due Coree.
La struttura base dell'hanbok è rimasta relativamente immutata nel tempo: studiata per facilitare i movimenti e contenente numerosi motivi riconducibili allo sciamanesimo, consiste di jeogori (parte superiore), baji (pantaloni), chima (gonna) e po (soprabito). Gli hanbok indossati nell'era moderna sono modellati su quelli dei nobili e della famiglia reale della dinastia Joseon: alla gente comune, infatti, non era permesso indossarli se non in occasioni speciali, e ricorreva invece ad abiti meno sgargianti chiamati minbok nei toni del bianco e del bianco sporco.

## Composizione e design
L'hanbok da donna consiste comunemente di una giacca corta (jeogori) e una gonna avvolgente (chima), venendo pertanto chiamato chima jeogori; nell'hanbok da uomo la gonna è sostituita da un paio di pantaloni larghi chiusi alle caviglie (baji). Su entrambi si può indossare un soprabito lungo, come il durumagi. Sia nella versione maschile che in quella femminile l'hanbok segue una linea molto semplice e lineare, priva di tasche.

### Jeogori

Elementi costitutivi del jeogori:
1. hwajang
2. godae
3. somae buri
4. somae
5. goreum
6. u
7. doryeon
8, 11. jindong
9. gil
10. baerae
12. git
13. dongjeong

Il jeogori è la parte superiore dell'hanbok, indossato sia dagli uomini che dalle donne, di cui copre le braccia e il petto. La sua forma base si compone di gil, git, dongjeong, goreum e maniche. Il gil (길?) è la grande sezione che copre il petto e la schiena, e il git (깃?) è una fascia di tessuto che rifila il colletto, scendendo sul petto: sopra di essa viene posizionato il dongjeong (동정?), un colletto bianco rimovibile, generalmente squadrato. I goreum (고름?) sono i nastri per allacciare il jeogori. Il jeogori da donna può presentare un kkeutdong (끝동?), ovverosia un polsino di colore diverso posizionato all'estremità di ciascuna manica.
Mentre il jeogori degli uomini è rimasto relativamente invariato nel tempo, quello delle donne si è drasticamente ridotto durante la dinastia Joseon, raggiungendo la lunghezza minima alla fine del XIX secolo. Riforme successive e ragioni pratiche hanno fatto sì che venisse nuovamente allungato, senza però scendere mai sotto la vita. Esistono diversi tipi di jeogori che si differenziano per tessuto, tecnica di cucito e forma.

### Chima
La chima (letteralmente "vestito che s'indossa avvolgendolo"), nota anche come sang (裳) o gun (裙) in hanja, è la gonna dell'hanbok. Legata sotto il seno da un'ampia fascia e lunga fino a terra, è esistita in numerosi stili nel corso dei secoli, tra cui rigato, plissettato e patchwork. Al di sotto si portavano strati di sottogonne o sottovesti chiamati sokchima: durante il regno di Goryeo le nobildonne ne usavano anche sette o otto per rendere l'abito più vaporoso, mentre sotto la successiva dinastia Joseon apparvero gonne di dimensioni diverse, alcune destinate alle occasioni formali, altre alla vita quotidiana. Il colore variava in base all'età e allo stato civile dell'indossatrice: rosso prima del matrimonio e della maternità, indaco/blu durante la mezz'età, verde giada e grigio durante la vecchiaia. Dopo l'introduzione della cultura occidentale in Corea grazie alla firma del trattato di Ganghwa nel 1876, la lunghezza delle chima cominciò a ridursi.

### Baji
I baji, termine formale per indicare i pantaloni, sono la parte inferiore dell'hanbok maschile. Rispetto ai pantaloni occidentali, vestono larghi per permettere all'indossatore di sedersi sul pavimento. Sono legati in vita da una cintura e chiusi alle caviglie da fasce chiamate daenim. In passato venivano usati anche dalle donne, per i quali sono poi diventati un capo di biancheria intima da indossare sotto la chima.

### Po

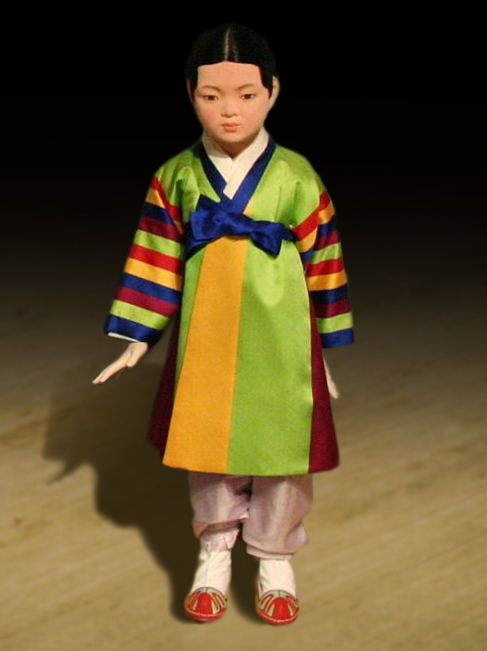
Kkachi durumagi.

Po è il termine generico per riferirsi al soprabito dell'hanbok, che può essere in stile coreano o in stile cinese. Il primo risale al periodo dei Tre regni di Corea e veniva legato in vita da una cintura e da un nastro goreum: un esempio di po in stile coreano è il durumagi, che veniva indossato sopra jeogori e baji per proteggersi dal freddo, e venne adottato a livello nazionale nel 1895. Lo stile cinese, che consiste di diversi tipi di po originari della Cina continentale, venne importato in Corea nel periodo degli stati del Nord e del Sud come uniforme di corte e assimilato nella cultura coreana nel corso dei secoli.
Il kkachi durumagi era un soprabito di cinque colori (blu, bianco, rosso, nero e giallo) indossato dai bambini alla vigilia del Seollal per attirare la buona sorte: kkachi significa infatti "gazza", un uccello considerato foriero di prosperità nella cultura coreana. In epoca moderna viene fatto invece indossare ai festeggiati nel giorno del loro primo compleanno.

### Accessori

Accessori per hanbok.

La giacca è spesso adornata con gioielli di ambra, e venivano usati anche altri accessori come dei fermagli chiamati binyeo (비녀?) o gli spilli per capelli tteoljam (떨잠?, ~簪?) e cheopji (첩지?), quest'ultimo utilizzato per la parte frontale dell'acconciatura.
Il norigae (노리개?) era un accessorio tradizionale che le donne appendevano ai goreum, al jeogori o alla chima. Dimensioni e materiali usati per realizzarlo erano indicativi dello status sociale dell'indossatrice.

## Storia

### Tre regni di Corea
Le antiche pitture murali e un giocattolo di argilla ritrovato nel quartiere di Hwangnam-dong a Gyeongju testimoniano che le donne indossavano chima e jeogori già nel Goguryeo, durante il periodo dei Tre regni (57 a. C.-668). L'origine dell'hanbok può essere fatta risalire all'abbigliamento antico della Manciuria e della Corea settentrionale: alcune ipotesi lo ricollegano agli abiti scitici dei nomadi della steppa eurasiatica, la cui struttura, che comprendeva pantaloni e giacca con la chiusura a sinistra, era studiata per l'equitazione e facilitare i movimenti. Nonostante questa teoria sia generalmente accettata nel mondo accademico coreano, uno studio del 2020 ha suggerito che vada rivista, date le numerose differenze osservate tra l'hanbok e l'abbigliamento scitico.
Le prime forme di hanbok appaiono nelle pitture murali del complesso di tombe Goguryeo tra il IV e il VI secolo. Pantaloni, giacche lunghe e twii (una fusciacca) erano indossati tanto dagli uomini quanto dalle donne, le quali portavano anche una gonna sopra ai pantaloni. Questa struttura è rimasta sostanzialmente invariata fino all'epoca moderna, fatto salvo per la lunghezza e il modo di allacciare il jeogori: inizialmente la chiusura era al centro del petto come quella del caffettano, oppure a sinistra, ma dal VI secolo venne spostata a destra.

### Periodo degli stati del Nord e del Sud
Durante il periodo degli stati del Nord e del Sud (698-826), il Silla e il Balhae adottarono il dallyeong, una vestaglia dal collo tondo usata dalla dinastia cinese Tang. Nel Silla fu introdotto da Muyeol di Silla nel secondo anno della regina Jindeok, e venne usato come gwanbok, ovverosia come abito formale dei funzionari governativi e degli sposi, e dai re fino alla fine della dinastia Joseon nel XX secolo. La dinastia Tang ebbe un'influenza notevole sulla moda del Silla, la cui corte adottò le medesime regole sull'abbigliamento osservate dal vicino cinese; il popolo conservò invece i propri abiti tradizionali. La moda del Balhae venne invece influenzata non solo da Tang, ma da più stili eterogenei come quello del popolo Mohe, quello del Goguryeo e quelli dei Tre regni.

### Goryeo
Durante il successivo periodo Goryeo (918-1392), tra gli aristocratici l'abitudine presa in prestito dalla Cina di indossare la gonna sopra alla parte superiore iniziò ad essere sostituita dal modo opposto, che prevedeva chima sotto e jeogori sopra. I due stili coesistessero per l'intera dinastia, e la moda influenzata da Tang scomparve soltanto nel medio-tardo Joseon. L'abbigliamento dei nobili del Goryeo venne modellato su quello della dinastia Song, specialmente dopo la dominazione mongola (1270-1356). Fu in questo periodo che l'hanbok subì modifiche significative: dopo la firma del trattato di pace tra il Goryeo e l'impero mongolo nel XIII secolo, le principesse mongole che si sposarono con i sovrani coreani portarono con sé la moda mongola, influenzata dalla dinastia Yuan, che iniziò a prevalere sia nelle occasioni formali che nella vita privata. Con la caduta di Yuan, Goryeo conservò soltanto l'abbigliamento utile e adatto alla propria cultura, mentre il resto scomparve.
In epoca Goryeo, inoltre, il tipo, il colore e i dettagli degli hanbok cominciarono a determinare le differenze nello status sociale di chi lo indossava. I contadini e la gente comune non potevano portare abiti colorati nella vita quotidiana, ma soltanto in occasioni speciali come i matrimoni, i compleanni e le festività: sciamane, kisaeng e bambini erano esclusi dalla regola.

### Joseon

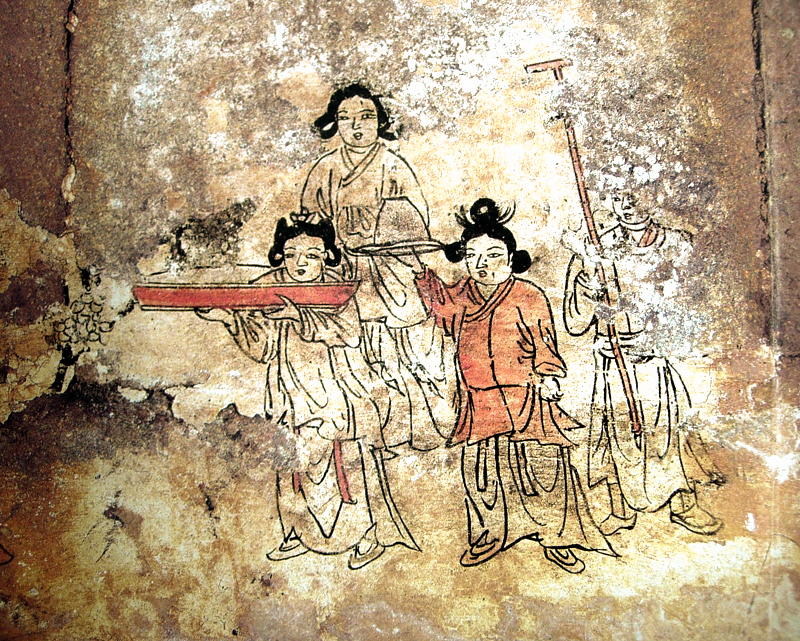
Abbigliamento della gente comune illustrato in un murale nella tomba di Baek Ik, funzionario vissuto tra il 1332 e il 1398, a Miryang.

Nei primi anni della dinastia Joseon (1392-1897), la moda femminile degli aristocratici e della monarchia, che venne imitata dalle classi inferiori, fuse ispirazioni provenienti dalla dinastia Ming a uno stile distintamente coreano. Quando il neoconfucianesimo venne adottato come ideologia di Stato nel XV secolo, ciò si riflesse sull'abbigliamento usato da tutte le classi sociali in ogni occasione della vita: gli uomini dovevano esprimere integrità, mentre le donne castità nel loro modo di vestire. Di conseguenza, le donne iniziarono a indossare chima a pieghe, jeogori più lunghi e molteplici strati di stoffa per non scoprire mai la pelle nuda e nascondere le curve del corpo. Nel XVI secolo, il jeogori iniziò ad accorciarsi progressivamente e divenne più aderente: la lunghezza di 65 cm scese a 55 cm nel XVII secolo, 45 cm nel XVIII secolo e 28 cm nel XIX secolo, arrivando anche a soli 14,5 cm. Per coprire il seno si usavano delle fasce chiamate heoritti o jorinmal. La moda dei jeogori più corti venne lanciata dalle kisaeng e si diffuse velocemente tra le aristocratiche, mentre la riduzione della quantità di stoffa con cui venivano cuciti gli abiti potrebbe essere stata causata dalle difficoltà economiche che seguirono le invasioni giapponesi della Corea (1592-1598).

### Epoca moderna
In Corea del Sud, l'hanbok è stato particolarmente utilizzato fino agli anni sessanta, cioè fino a quando non si è cominciata a diffondere la moda occidentale, ed è diventato un abito caratteristico da indossare in occasioni molto formali, ma alcuni stilisti hanno proposto versioni modernizzate per l'uso quotidiano. Nel 2012 la città di Jeonju ha iniziato ad organizzare il festival "Hanbok Day" per incoraggiare i sudcoreani a riscoprire alcune antiche tradizioni come quella dell'hanbok. L'evento ha ricevuto la sponsorizzazione del Ministero della cultura, degli sport e del turismo.
In Corea del Nord, l'hanbok, qui noto come chosŏn-ot, è stato promosso attivamente da Kim Jong-un. Mentre gli uomini lo portano solo occasionalmente, le donne devono indossarlo quando partecipano alle feste nazionali, quali il compleanno di Kim Jong-il (16 febbraio), la Giornata internazionale della donna (8 marzo), il compleanno di Kim Il-sung (15 aprile) e il Giorno della fondazione (9 settembre). La combinazione chima nera-jeogori bianco è l'abbigliamento rappresentativo della donna nordcoreana ideale, l'outfit ufficiale per le cerimonie, e la divisa scolastica delle universitarie, il cui orlo della gonna si ferma a circa 30 cm dal terreno per motivi pratici. A volte, motivi floreali (specialmente azalee, in omaggio a una poesia di Kim Sowol) vengono aggiunti alle maniche del jeogori e alla chima.
In Cina, l'hanbok prende il nome di chaoxianfu (朝鮮服) ed è riconosciuto come abito etnico tradizionale dei Chaoxianzu, la minoranza di origini coreane che risiede sul continente da generazioni. L'isolamento dalla Corea del Sud e del Nord ha fatto sì che per cinquant'anni il design del chaoxianfu si sia sviluppato indipendentemente, adottando lunghezze, linee e colori propri. Tra gli anni Settanta e Ottanta, grazie alla riforma economica cinese che ha permesso maggior comunicazione e scambi commerciali con le due Coree, il suo stile ha cominciato ad essere influenzato e ispirato sia dagli hanbok sudcoreani che dai chosŏn-ot nordcoreani. Nel 2011, il chaoxianfu è stato inserito nel patrimonio culturale immateriale cinese: l'annuncio ha riscosso l'approvazione dell'etnia Chaoxianzu, che l'ha considerato un indicatore della sua appartenenza a un paese multiculturale come la Cina, mentre la Corea del Sud l'ha percepito come "una scandalosa appropriazione della cultura nazionale distintiva dei coreani". Nel 2022, una ragazza Chaoxianzu ha indossato un chaoxianfu durante la cerimonia d'apertura dei XXIV Giochi olimpici invernali a Pechino, causando le proteste dei sudcoreani, che hanno accusato la Cina di appropriazione culturale.